# Onthophagus hispanicus
Onthophagus hispanicus là một loài bọ cánh cứng trong họ Bọ hung (Scarabaeidae).